# دايتونا 500 سنة 2018
دايتونا سنة 2018 هو سباق دراجات نارية أقيم في 18 فبراير 2018 في فلوريدا. كان الجولة الأولى من أصل 36 في سلسلة مونستر إنرجي لكأس ناسكار 2018 ‏.